# Astronomy
«Astronomy» — американский ежемесячный научно-популярный журнал. Издаётся в Уокешо с августа 1973 года. Журнал ориентирован на широкую аудиторию читателей, заинтересованных в новостях мировой космонавтики и научно-популярных материалах об астрономии и планетологии.

## История
Издание было основано Стивеном Волтером. Первый выпуск состоял из 48 страниц, на которых были размещены пять статей и анонс о предстоящих в течение месяца астрономических явлениях.
В 1985 году, журнал был куплен издательством Kalmbach Publishing.
В 2000-х годах издавалась бразильская версия журнала под названием Astronomy Brasil. Последний выпуск южноамериканской версии был в сентябре 2007 года.

## Главные редакторы
- Стивен Волтер (1973—1977)
- Ричард Берри (1977—1992)
- Роберт Бёрнхэм (1992—1996)
- Бонни Гордон (1996—2002)
- Дэвид Эйхер (2002)

## Рубрики журнала
В журнале публикуются статьи о профессиональной и любительской астрономии. Первая половина журнала преимущественно посвящена научным новостям и публикациям, в то время как вторая половина больше ориентирована на хобби и увлечения. Научные статьи охватывают такие темы как: космология, исследования космоса и многие другие. В каждом выпуске можно найти карту звёздного неба с текущим расположением планет и некоторых комет. Также присутствуют постоянные колонки отдельных авторов: «Странная Вселенная Боба Бермана» и «O’Meara’s Secret Sky Джеймса Стивена», которые посвящены объектам глубокого космоса, планетам и кометам. Гленн Чапл, в своей колонке «Основы наблюдения», освещает основные вопросы новичков. В колонке Фила Харрингтона «Вселенная через бинокли», отражаются вопросы наблюдения через данные оптические приборы. В разделе «Внутри телескопа» публикуются интервью с людьми, которые задействованы в телескопостроении.
Кроме того, в каждом выпуске есть советы по астрофотосъёмке. А на страницах издания можно найти изображения с редкими и красивыми астрономическими явлениями.
Как и во многих других журналах присутствуют разделы «Ответы на вопросы», в котором публикуются письма читателей, «Новости» и «Обзоры новинок».
Иногда, в журнале можно встретить дополнительные буклеты. Например, буклет с объектами каталога Мессье и кометами.

## Популярность
У журнала самый большой ежемесячный тираж 102752, среди астрономических изданий. Большинство читателей из США.
Главным соперником является журнал Sky & Telescope с тиражом в 80023 экз.